# (473049) 2015 HY83
(473049) 2015 HY83 es un asteroide perteneciente al cinturón de asteroides, descubierto el 16 de octubre de 2006 por el equipo del Spacewatch desde el Observatorio Nacional de Kitt Peak, Arizona, Estados Unidos.

## Designación y nombre
Designado provisionalmente como 2015 HY83.

## Características orbitales
2015 HY83 está situado a una distancia media del Sol de 3,119 ua, pudiendo alejarse hasta 3,189 ua y acercarse hasta 3,049 ua. Su excentricidad es 0,022 y la inclinación orbital 11,03 grados. Emplea 2012 días en completar una órbita alrededor del Sol.

## Características físicas
La magnitud absoluta de 2015 HY83 es 15,8.